# Cantone di Béthune-Est
Il Cantone di Béthune-Est era una divisione amministrativa dell'arrondissement di Béthune.
È stato soppresso a seguito della riforma complessiva dei cantoni del 2014, che è entrata in vigore con le elezioni dipartimentali del 2015.
Comprendeva parte della città di Béthune e i comuni di:
- La Couture
- Essars
- Hinges
- Locon
- Verquigneul
- Vieille-Chapelle